# Pedro (general)
Pedro (latín Petrus; siglo VI-Constantinopla?; 602) era un hermano de Mauricio, quien fue emperador del Imperio Romano de Oriente (Imperio bizantino) de 582 a 602 y además uno de los más importantes gobernantes de la antigüedad tardía. También fue, junto con Prisco y Comenciolo, uno de los tres generales que operaron como comandantes del ejército bizantino durante las campañas balcánicas de Mauricio.

## Biografía
Aunque Pedro no era tan bueno como general en comparación con el mucho más dotado Prisco, él lo sucedió en 594 como comandante de las fuerzas bizantinas en Moesia. La razón de esto fue la negativa de Prisco a fines de 593 a pasar el invierno con su ejército al norte del Danubio y continuar luchando contra los eslavos allí. En 594, Pedro pudo evitar otra invasión eslava de los Balcanes con una victoria en Marcianopolis y les infligió otra vez derrotas al norte del Danubio, especialmente en Helibacia . En 601 Pedro incluso avanzó hacia el corazón del territorio de los ávaros y los derrotó también en varias batallas.
Cuando su hermano volvió a ordenar a los soldados a que pasasen el invierno al norte del Danubio en 602, Pedro, a diferencia de Prisco nueve años antes, no intentó desobedecer esta orden. El resultado fue un motín que, a pesar de los intentos de apaciguamiento de Pedro, degeneró en un amotinamiento que condujo a la caída de Mauricio.
Aunque Theophylactus Simokates, que tenía a Prisco como su fuente principal, retrata a Pedro como incompetente, la experiencia acumulada de Pedro debe haber sido aun así lo suficientemente grande como para que los eruditos discutan su autoría del Strategikon.